# Balthasar Rhaw (II.)

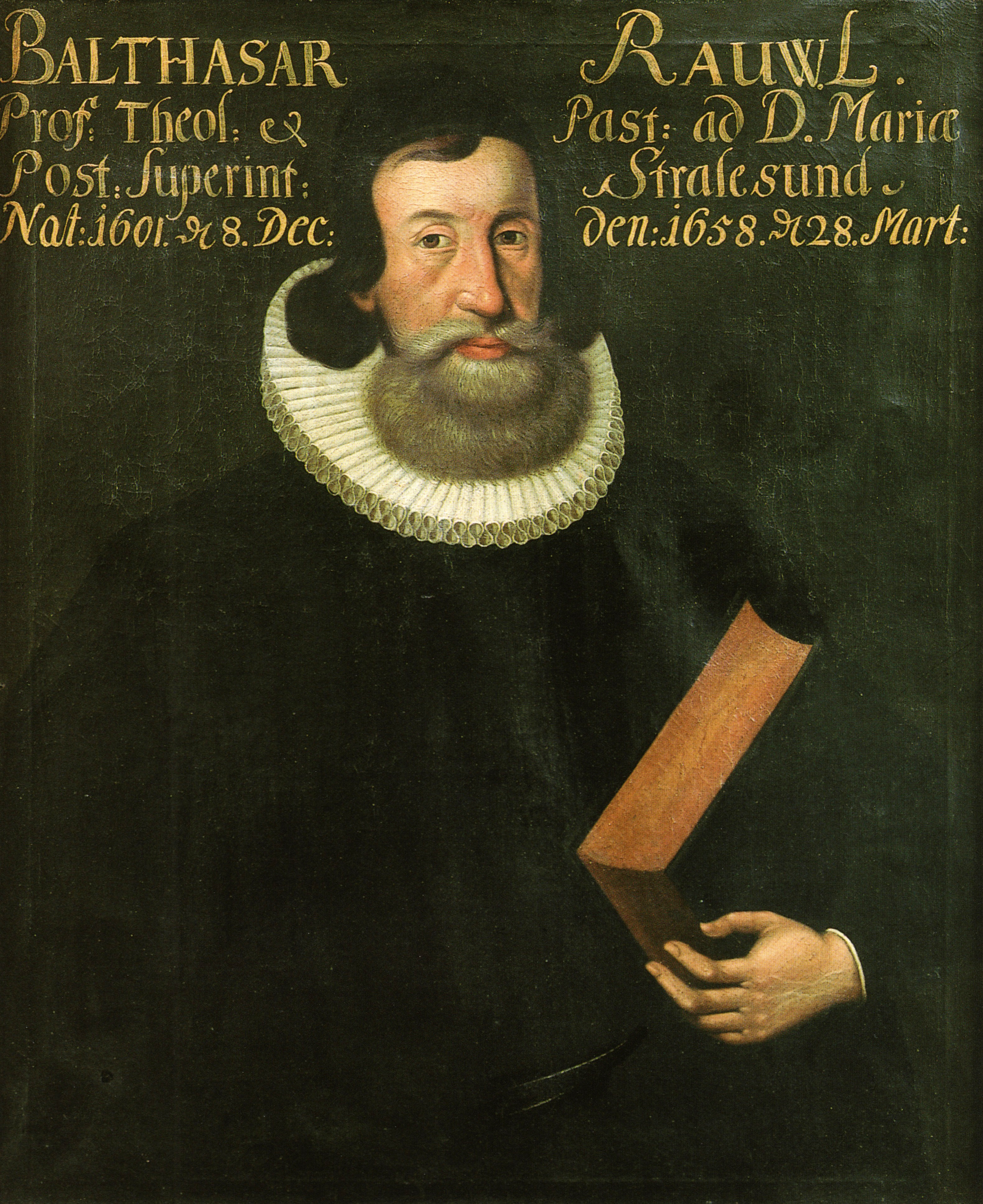
Balthasar Rhaw

Balthasar Rhaw (II.), auch: Rhau, Rau (* 8. Dezember 1601 in Greifswald; † 18. Februar 1658 in Stralsund) war ein deutscher Logiker, Metaphysiker und lutherischer Theologe.

## Leben
Balthasar Rhaw, ein Enkel des gleichnamigen Greifswalder Theologen Balthasar Rhaw (I.), wurde als Sohn des Greifswalder juristischen Professors Augustin Rhaw (1573 Greifswald-3. Sept. 1621 Wolgast) und Maria Westphal geboren. Ein Tag nach seiner Geburt erhielt er die Taufe und wurde ab 1601 von seiner Großmutter erzogen. Diese sorgte dafür, dass er Privatlehrer erhielt, die ihn bis zu seinem sechzehnten Lebensjahr ausbildeten. 1616 bezog er die Universität Greifswald, wo er nach anfänglicher philosophischer Grundbildung ein Studium der Rechtswissenschaften aufnahm. Auf Drängen der Großmutter wechselte er jedoch zum Studium der Theologie. Nachdem sein Vater 1619 nach Wolgast gezogen war, wurde Alexander Christiani sein führender Förderer.
1620 bezog er die Universität Wittenberg und hatte ein Quartier im Haus von Friedrich Balduin gefunden. Dessen Vorlesungen besuchte er, aber auch jene von Wolfgang Franz, Balthasar Meisner und Nikolaus Hunnius. In Wittenberg beteiligte er sich eifrig an Disputationen, bildete sich in Streitfragen der lutherischen Orthodoxie und wurde im Predigen an der Dorfkirche Dobien, der Wittenberger Stadt- und Schlosskirche ausgebildet. 1623 wurde er von seiner Mutter nach Wolgast gerufen, wo er Prediger der fürstlichen Witwe war.
1625 kehrte er nach Wittenberg zurück, erwarb dort am 5. Oktober 1625 den akademischen Grad eines Magisters und wurde am nächsten Tag als Professor der Logik und Metaphysik an die Universität Greifswald berufen. Ihm wurde jedoch etwas Aufschub gewährt zum Antritt der Stelle. So konnte er sich noch an die Universität Jena begeben, wo er bei Johann Gerhard Aufnahme fand. Am 7. November 1625 musste er jedoch seine Greifswalder Professur antreten. In Greifswald band er sich eng an Barthold von Krakevitz, dem er mehrmals das Predigen abnahm, theologische Vorlesungen hielt und der ihn dazu ermunterte, das Lizentiat der Theologie zu erwerben. Dies erwarb er sich am 31. Januar 1627; am 26. Oktober 1628 wurde er zum Pfarrer an der St. Marienkirche in Greifswald ordiniert, sowie eingeführt. Am 9. Januar 1629 wurde er zudem Assessor am geistlichen Konsistorium.
Während des Dreißigjährigen Krieges verlor er fast seine ganze Habe, erlebte die Pestzeit, war in dem Jahr 1637/38 Rektor der Alma Mater und wurde am 16. Oktober 1639 Pastor an der St. Nicolaikirche und Superintendent von Stralsund. Hier wirkte er noch zwanzig Jahre. Von seiner Gemeinde geliebt und geachtet wegen seiner aufrichtigen Frömmigkeit, Sanftmut und Geduld, von seinen Zeit- und Glaubensgenossen geschätzt als gewaltiger Prediger, gewandter Katechet und eifriger Polemiker gegen Jesuiten und Calvinisten. Eine Brustkrankheit machte seinem Leben ein Ende. Er wurde am 10. März 1658 in der St. Nicolaikirche Stralsund begraben.

## Werke
Von seinen Schriften waren die bedeutendsten seine „Theologia catechetica.“ (Stralsund 1657, 1664) und seine von seinem Enkel Zacharias Grapius (1671–1713) in Rostock herausgegebene „Theologia polemica“ in vier Bänden (Rostock 1709), „ein Extrakt aus den allerbesten scriptoribus polemicis“.
Außerdem gab er noch heraus einige kleinere polemische Schriften gegen Papstthum und Jesuiten, besonders eine Verteidigungsschrift gegen die jesuitische Behauptung, dass die Bezeichnung des Papstes als des Antichrists ein crimen laesae majestatis enthalte. Ferner eine akademische Rede „De imminente ruina academiae“ 1638, mehrere Schriften aus Anlass des damaligen Streites über das Verhältnis von Philosophie und Theologie („De philosophia propriis limitibus circumscripta“ und „De ministeriali opera, qua servit theologiae philosophia sobria“ 1627), eine dogmatische Abhandlung „De satisfactione Christi“, „Predigten über den Propheten Daniel“ 1647 und „Schmuck des heiligen Ehestandes“ 1647, 1650.

## Familie
Aus seiner am 21. September 1630 geschlossenen Ehe mit Catharina, der ältesten Tochter des Barthold von Krakevitz, sind sieben Kinder hervorgegangen. Bekannt von den Kindern ist:
- Augustin (* 27. August 1631; † 1. April 1635)
- Barthold (* 7. Oktober 1635; † August 1638)
- Balthasar † jung 17. September 1643
- Magaretha Rhau, I. verheiratet mit Johann Friedrich König, II. verheiratet mit Zacharias Grape (dem Älteren), Mutter von Zacharias Grape (dem Jüngeren)
- Catharina Rhau † jung
- Maria Rhau, verheiratet mit Peter von Mascow
- Sophia Rhau